# Dorfkirche Waßmannsdorf

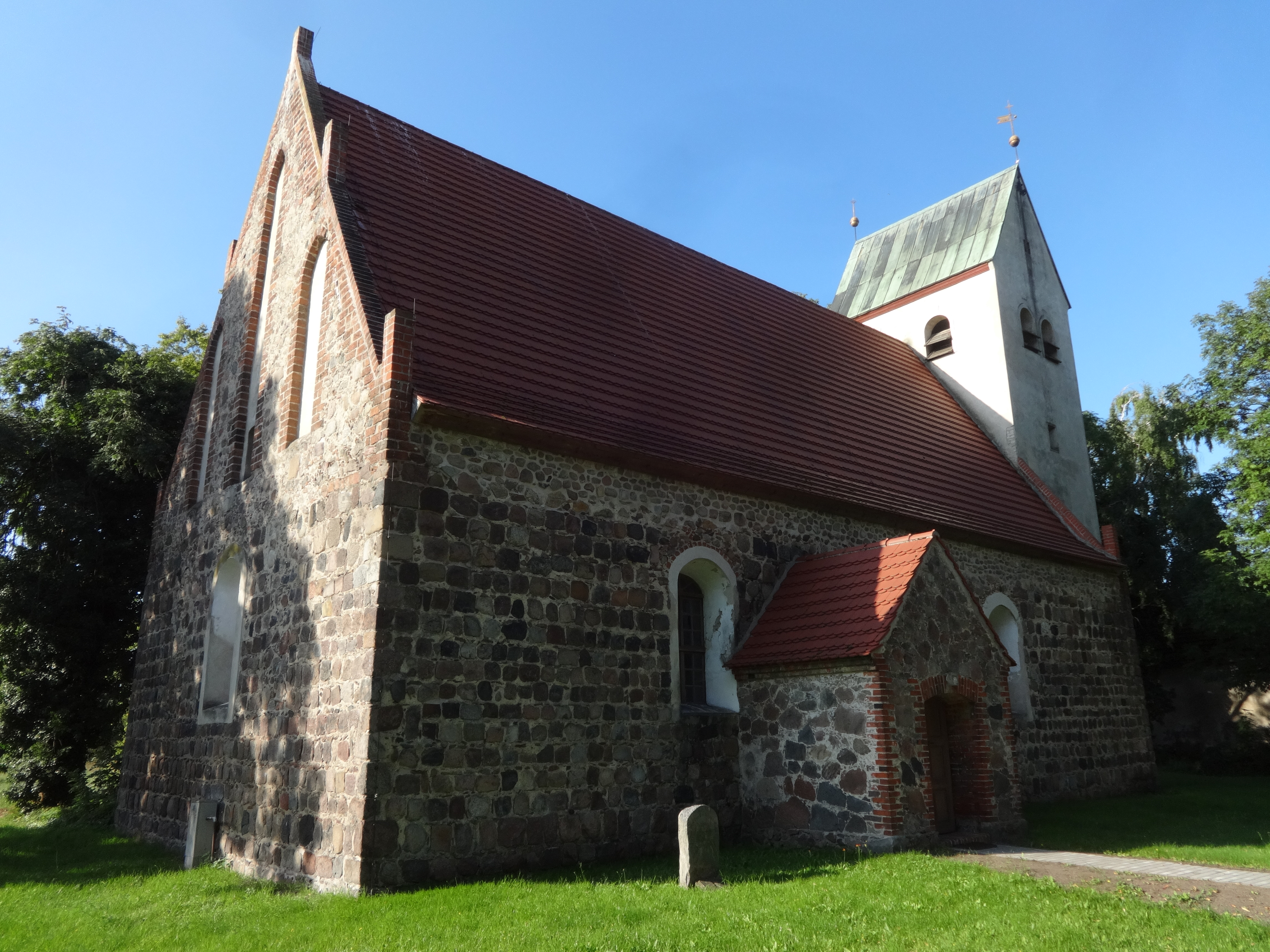
Dorfkirche Waßmannsdorf

Die evangelische Dorfkirche Waßmannsdorf ist eine Feldsteinkirche aus der Mitte des 13. Jahrhunderts in Waßmannsdorf, einem Ortsteil der Gemeinde Schönefeld im Landkreis Dahme-Spreewald im Land Brandenburg. Die Kirchengemeinde gehört zum Kirchenkreis Neukölln der Evangelischen Kirche Berlin-Brandenburg-schlesische Oberlausitz.

## Lage
Die Dorfstraße führt von Nordwesten kommend in einem Bogen nach Osten führend durch den Ort. Die Kirche steht im historischen Dorfzentrum auf einem Grundstück, das mit einer Mauer aus rötlichen Mauersteinen eingefriedet ist.

## Geschichte
Über die Entstehungsgeschichte existieren unterschiedliche Angaben. Das Dehio-Handbuch vermutet einen Baubeginn um die Mitte des 13. Jahrhunderts. Theo Engeser und Konstanze Stehr gehen von einem Beginn um 1300 aus. Sie begründen dies insbesondere durch die Baustruktur und Mauerwerksführung der unteren Teile sowie die Proportionen der Fenster. Vermutlich handelte es sich um eine schlichte Kirche mit einem rechteckigen Grundriss sowie drei gedrückt-spitzbogigen Lanzettfenstern in der Ostseite sowie drei spitzbogigen, schmalen Fenstern auf der Südseite sowie zwei gleichartigen auf der Nordseite.
Über die Entstehung des Giebels an der Ostseite existieren ebenfalls unterschiedliche Ansichten. Das Dehio-Handbuch geht von einer Errichtung Anfang des 16. Jahrhunderts aus. Engeser und Stehr verweisen auf die großformatigen Ziegel mit Pressfalten und legen die Errichtung in die zweite Hälfte des 14. Jahrhunderts.
Im 18. Jahrhundert ließ die Kirchengemeinde die Fenster barock vergrößern und korbbogig ausgestalten. Zwei der ursprünglichen Fenster an der Ostseite wurden zugesetzt und das mittlere vergrößert. 1926 errichtete sie den Westturm, ließ den westlichen Giebel neu aufmauern und mit Zinnen versehen. Gleichzeitig wurden die Zinnen am Ostgiebel erneuert. An der Südseite wurde vor die ursprüngliche Priesterpforte eine Vorhalle angebaut. 1970 erfolgten eine Renovierung sowie der Einbau einer Gasheizung; 2002 und 2003 eine Sanierung des Daches sowie der Decke. Eine zuvor eingebaute Verglasung der Winterkirche unterhalb der Westempore wurde wieder entfernt.

## Baubeschreibung

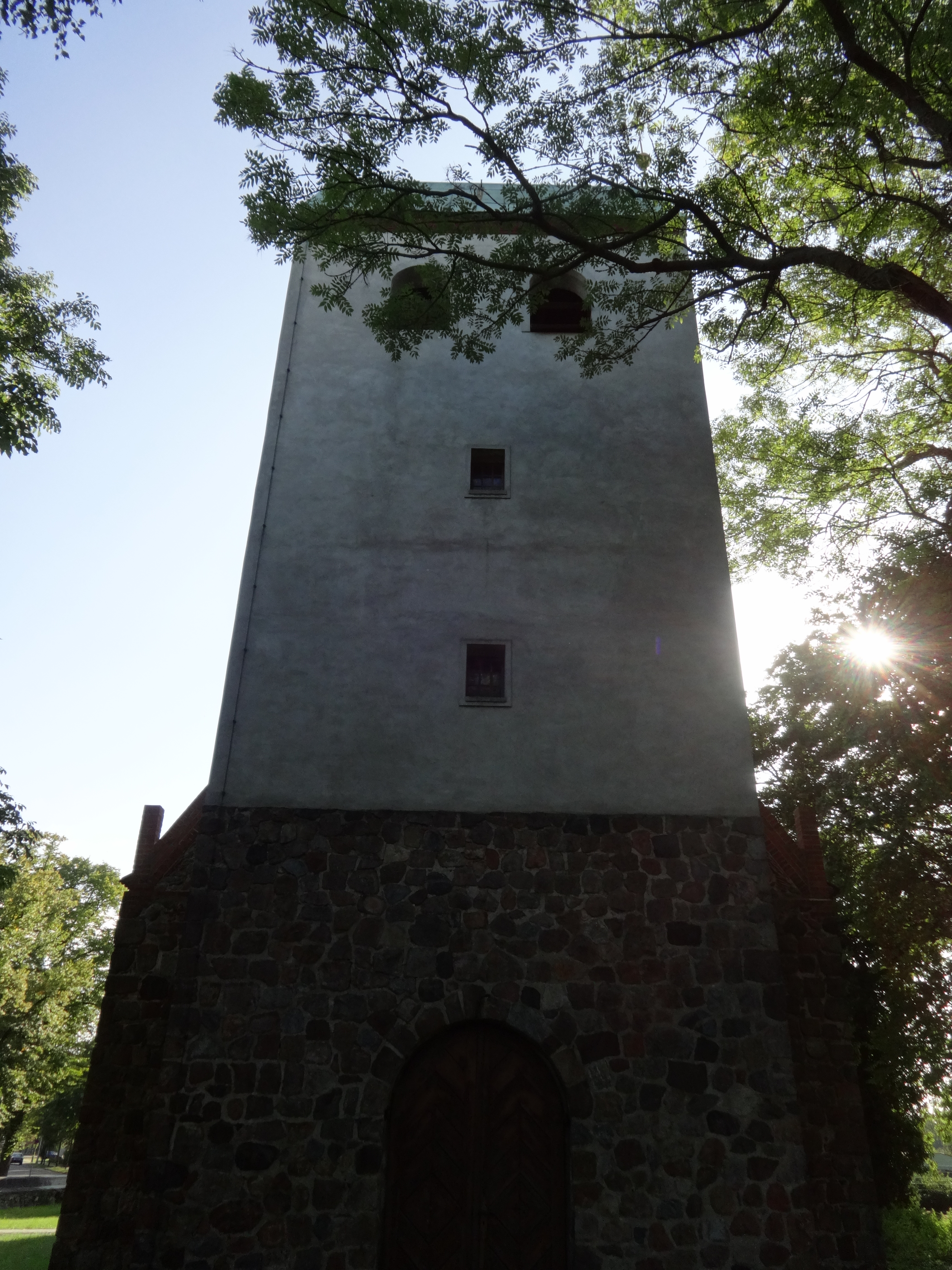
Westturm

Der Sakralbau wurde im Kern aus Feldsteinen errichtet, die weitgehend sorgfältig behauen und meist lagig geschichtet verbaut wurden. Der Chor ist gerade und nicht eingezogen. An der östlichen Wand ist nach dem Umbau ein bienenkorbförmiges Fenster mit einer verputzten Fasche. Links und rechts davon sind die zugesetzten Umrisse von zwei spitzbogenförmigen Öffnungen erkennbar. Denkbar wäre, dass auch das vorhandene Fenster diese Form hatte. Jedoch sind im darüberliegenden Mauerwerk keine Spuren erkennbar. Hier arbeiteten die Handwerker mit unbehauenen, kleinen Steinen, die sie nicht lagig schichteten. Sie fließen in den mit Fialen verzierten Giebel ein, der aus Mischmauerwerk errichtet wurde. Dort sind drei weiß verputzte, gestaffelte Blenden, die in rötlichem Mauerstein eingefasst wurden. Im unteren Bereich der mittleren Blende ist ein kleines, rechteckiges Fenster.
Die Nord- und Südwand des Kirchenschiffs ist weitgehend symmetrisch aufgebaut. Dort sind je drei korbbogenförmige Fenster. Am westlichen Fenster der Südwand sind die Reste eines zugemauerten Fensters aus der Bauzeit erkennbar. An der Nordseite ist über der ursprünglichen Priesterpforte eine rechteckige Vorhalle. Sie kann von Norden aus durch ein gedrückt-segmentbogenförmiges Portal betreten werden. Dessen Gewände wie auch die Ecken der Vorhalle wurden aus rötlichem Mauerstein errichtet. Unterhalb des westlich gelegenen Fensters sind größere Ausbesserungsarbeiten im Mauerwerk zu erkennen. Vermutlich wurde hier ein Gemeindeportal zugesetzt. Am Übergang zur Dachtraufe verwendeten die Handwerker kleine und unbehauene Steine. Das Schiff trägt ein Satteldach, das mit Biberschwanz gedeckt ist.
Der Westturm hat einen rechteckigen Grundriss und ist gegenüber dem Kirchenschiff eingezogen. Das untere Geschoss wurde aus Feldsteinen errichtet, die jedoch nur wenig behauen und nicht mehr lagig geschichtet wurden. Gleiches gilt für die westliche Wand und den mit Fialen verzierten Giebel des Kirchenschiffs. Der Turm kann durch ein großes, segmentbogenförmiges Portal mit einem Gewände aus Feldsteinen von Westen her betreten werden. An der Nord- und Südseite ist je ein rundbogenförmiges Fenster. Die beiden darüberliegenden Geschosse sind verputzt und haben an den drei zugänglichen Seiten in jeder Etage je ein kleines, hochrechteckiges Fenster. Im Glockengeschoss sind je zwei Klangarkaden pro Seite. Es schließt mit einem quergestellten Satteldach ab, das an der Nord- und Südseite je eine
Turmkugel mit Wetterfahne hat. Engeser und Stehr geben bei ihren Untersuchungen eine Länge des Schiffs von 19,70 Metern bei einer Breite von 10,20 Metern an. Der Turm hat die Grundrissmaße 6 m × 3,90 m.

## Ausstattung
Der hölzerne Kanzelaltar stammt aus dem Anfang des 18. Jahrhunderts. Er ist in Form einer Ädikula mit gedrehten Weinlaubsäulchen und einem gesprengten Giebel aufgebaut. Die Seiten sind mit Akanthus und Putten verziert. Die Predella zeigt das Abendmahl Jesu, während die Brüstungsfelder des Kanzelkorbs mit Abbildungen der Kreuzigung Christi und den Evangelisten verziert sind. Die achtseitige, hölzerne Fünte stammt aus dem Anfang des 18. Jahrhunderts und wurde in den 1970er Jahren renoviert.